# Astaena pruinosa
Astaena pruinosa är en skalbaggsart som beskrevs av Moser 1918. Astaena pruinosa ingår i släktet Astaena och familjen Melolonthidae. Inga underarter finns listade.